# Юзеф Немирич
Юзеф Немирич (бл. 1740 — 18 червня 1802) — державний і політичний діяч, урядник Речі Посполитої.

## Життєпис
Походив зі спольщеного українського роду Немиричів гербу Клямри. Старший син Августа Немирича, поланецького каштеляна, та Барбари Лайщевської. Народився близько 1740 року.
Розпочав службу коморником віслицьким. 1764 році обирається послом від Сандомирського воєводства на елекційний сейм, де підтримав кандидатуру Станіслава Понятовського. 1764 року стає членом Радомської конфедерації.
У 1778 році стає чашником стенжицьким. У 1780 році призначається підстолієм стенжицьким. 1789 року стає комісаром (представником) Сандомирського воєводства на так званий Чотирирічний сейм. 1790 року обирається послом (делегатом) від Саномирського воєводства на цей сейм. Того ж року отримав Орден Святого Станіслава. Був фундатором костела в Єрузалі.
1792 року увійшов до «Списку Булгакова», куди увійшли проросійські делегати сейму. Того ж року увійшов до Тарговицької конфедерації, де представляв Сандомирське воєводство. 1794 року перебирається до Старого Лайшева. Не протистояв остаточній ліквідації Речі Посполитої. Помер 1802 року у Варшаві.

## Родина
Дружина — Франціска, донька Тадеуша Блоцішевська, генерала Речі Посполитої
Діти:
- Леопольд Тадеуш
- Ігнацій, дружина Текла Немирич (з олевської гілки)
- Антоній
- Вінцент (1794—1854) — мав дітей від двох шлюбів: Фаустіну, Юзефа Мацея, Ігнація Людвика, Леопольда, Феодосію, Маріанну, Анджея, Урсулу.
- Агнешка
- Вікторія
- Теодора